# Эльц (приток Рейна)
Эльц (нем. Elz) — река в Германии, протекает по земле Баден-Вюртемберг. Правый приток Рейна. Площадь бассейна реки составляет 1481 км². Длина реки — 121 км.
Название иногда относят к древнеевропейским гидронимам, однако существует и версия о кельтском происхождении слова.
Для защиты от наводнений от слияния Эльца и Драйзама в Ригеле к Рейну проложен канал.
Протекает через города Эльцах, Вальдкирх, Эммендинген, Кенцинген.